# Iacopo Casanova
Iacopo Casanova (Peccioli, 10 agosto 1774 – Firenze, 9 maggio 1835) è stato un generale italiano.

## Biografia
Iacopo Casanova nacque a Peccioli il 10 agosto 1774 in una famiglia nobile. Il padre Agapito era patrizio pisano. All'età di 18 anni intraprese la carriera militare e il 3 marzo 1792 fu accettato come cadetto nell'esercito del Granducato di Toscana. Promosso sottotenente il 28 ottobre 1799, tenente il 16 gennaio 1800 e capitano il 5 novembre 1801, combatté agli ordini del generale Francesco Spannocchi Piccolomini contro le truppe della Repubblica francese. In seguito fece parte di un consiglio di guerra.
Dopo che la Toscana divenne parte integrante dell'Impero francese, le truppe dell'ex Regno di Etruria divennero il 113º Reggimento di fanteria di linea francese e partirono nell'ottobre 1807 per la Catalogna. Sotto il comando del generale Honoré Charles Reille, come comandante della 1ª compagnia fucilieri, il 19 luglio 1808, tra Castelló d'Empúries e il fiume Muga, Casanova permise la ritirata al reggimento e alle truppe svizzere e assestò un duro colpo agli spagnoli. Nel mese successivo si distinse nell'assedio di Gerona. Comandò durante il resto di questa prima campagna un battaglione del reggimento e il 23 agosto a Pont de Molins e a Terrades respinse ripetutamente gli attacchi spagnoli. Per le sue gesta, Napoleone il 15 novembre 1809 lo nominò capobattaglione. Nel 1812 Casanova, insieme a due battaglioni del 113º Reggimento, partì per la Lituania per unirsi alla divisione del generale Louis Henri Loison, per partecipare alla campagna di Russia. Si distinse nuovamente durante la drammatica ritirata, quando con 300 toscani del 113º, parte della retroguardia del maresciallo Michel Ney, respinse con successo un attacco dei Cosacchi, ricevendo gli elogi di Ney. Arrivato in Prussia insieme ai sopravvissuti della campagna, Casanova, agli ordini del generale Jean Rapp, prese parte alla difesa di Danzica. Caduta la città, la guarnigione fu fatta prigioniera e trasferita in Russia. Casanova fu liberato soltanto a settembre 1814.
Recatosi a Parigi, chiese e ottenne il congedo, rientrando in patria il 5 novembre 1814. Ammesso al godimento della metà della paga il 16 marzo 1815, venne il 23 collocato maggiore nel 1º Reggimento, ed il 21 aprile promosso tenente colonnello, comandante del battaglione di granatieri, alla testa dei quali prese parte alla breve campagna napoletana del 1815. Nominato cavaliere dell'Ordine di San Giuseppe il 16 agosto 1815 e comandante provvisorio del 2º Reggimento il 16 aprile 1816, ne fu definitivamente dichiarato colonnello il 20 novembre 1819. Il 9 settembre 1817 ricevette la Legion d'onore (Francia), per la quale era stato più volte proposto ed il 14 maggio 1819, l'Ordine imperiale di Leopoldo (Impero austriaco).
Il 26 luglio 1820 Casanova fu nominato comandante supremo dell'esercito toscano. Nel 1824 si sposò con la nobile Maddalena Basadonna Pasqualigo Lanforti, ma rimase presto vedovo a causa della morte della moglie per una malattia polmonare. Nel giugno 1827 si sposò di nuovo con Elisabetta Corsini, figlia di Tommaso Corsini, IV principe di Sismano, da cui ebbe i figli Maria Antonietta e Averano Agapito. Tuttavia anche la seconda moglie morì, di parto, la sera del 12 febbraio 1835. Fu un durissimo colpo per Casanova, e infatti il generale morì tre mesi dopo, il pomeriggio del 9 maggio, a Firenze. Anche la figlia Maria Antonietta morì poco dopo, nel 1835, ad appena cinque anni. Sono tutti e tre sepolti nel Chiostro dei Canonici della Basilica di San Lorenzo a Firenze. Il figlio Averano, allevato dalla famiglia Corsini, diventò anch'egli militare e si distinse nella seconda guerra d'indipendenza italiana.